# MTV Movie & TV Award du meilleur film
Le MTV Movie Award du meilleur film (Best Movie) est une récompense cinématographique décernée chaque année depuis 1992 par MTV Movie & TV Awards. En 2012, il a été renommé Film de l'année (Movie of the Year).

## Palmarès

### Années 1990
- 1992 : Terminator 2 : Le Jugement dernier
- 1993 : Des hommes d'honneur
- 1994 : Menace to Society
- 1995 : Pulp Fiction
- 1996 : Seven
- 1997 : Scream
- 1998 : Titanic
- 1999 : Mary à tout prix

### Années 2000
- 2000 : Matrix
- 2001 : Gladiator
- 2002 : Le Seigneur des anneaux : La Communauté de l'anneau
- 2003 : Le Seigneur des anneaux : Les Deux Tours
- 2004 : Le Seigneur des anneaux : Le Retour du roi
- 2005 : Napoleon Dynamite
- 2006 : Serial noceurs
- 2007 : Pirates des Caraïbes : Le Secret du coffre maudit
- 2008 : Transformers
- 2009 : Twilight

### Années 2010
- 2010 : Twilight, chapitre II : Tentation

- 2011 : Twilight, chapitre III : Hésitation

- 2012 : Twilight, chapitres IV

- 2013 : Avengers

- 2014 : Hunger Games : L'Embrasement

- 2015 : Nos étoiles contraires

- 2016 : Star Wars, épisode VII : Le Réveil de la Force
  - Avengers : L'Ère d'Ultron
  - Creed : L'Héritage de Rocky Balboa
  - Deadpool
  - Jurassic World
  - NWA: Straight Outta Compton

- 2017 : La Belle et la Bête[1]
  - The Edge of Seventeen
  - Get Out
  - Logan
  - Rogue One: A Star Wars Story

- 2018 : Black Panther[2],[3]
  - Avengers: Infinity War
  - Girls Trip
  - Ça
  - Wonder Woman

- 2019 : Avengers: Endgame[4]
  - BlacKkKlansman : J'ai infiltré le Ku Klux Klan
  - Spider-Man: New Generation
  - À tous les garçons que j'ai aimés
  - Us